# Uglovka

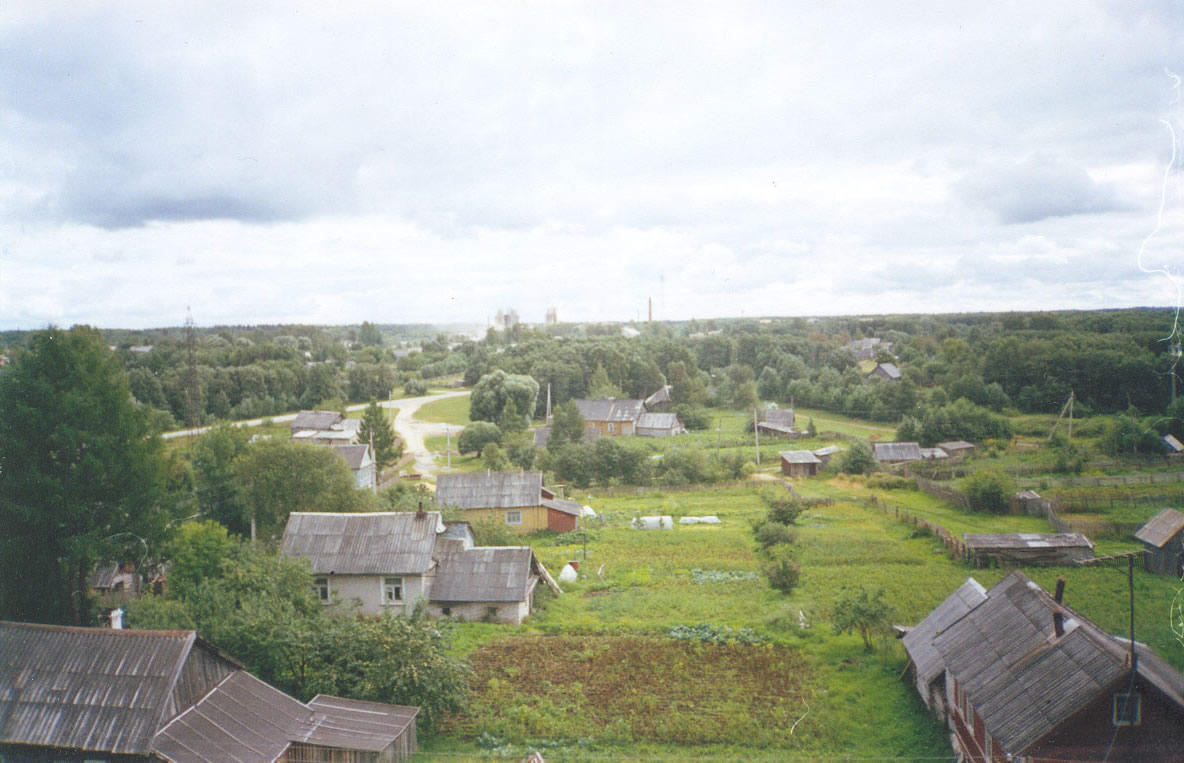
Vy över Uglovka med omgivning.

Uglovka (ryska Угловка) är en ort i Novgorod oblast i Ryssland. Folkmängden uppgick till 2 647 invånare i början av 2015.